# Verneuil-sur-Indre
Verneuil-sur-Indre è un comune francese di 542 abitanti situato nel dipartimento dell'Indre e Loira nella regione del Centro-Valle della Loira.

## Società

### Evoluzione demografica
Abitanti censiti